# Console (grado militare)
Console era un grado della Milizia Volontaria per la Sicurezza Nazionale, corrispondente al colonnello del Regio Esercito, della Regia Aeronautica e al capitano di vascello della Regia Marina. 
Il grado era superiore a primo seniore e inferiore a console generale. Il console era al comando di una legione, unità militare della Milizia Volontaria per la Sicurezza Nazionale che corrispondeva al reggimento del Regio Esercito.

Distintivo di grado per console

Nel 1944, a seguito della proclamazione della Repubblica Sociale Italiana, il Partito Fascista Repubblicano (P.F.R.) si trasformò in organismo di tipo militare costituendo il "Corpo Ausiliario delle Squadre d'Azione delle Camicie Nere", organizzato su base provinciale nelle Brigate Nere, identificando formalmente i suoi iscritti con il termine "camicie nere" (D. Lgs. n. 446/1944-XXII della R.S.I.).
Nella fase iniziale, nelle Brigate nere, non esistevano gradi in senso stretto, ma delle semplici cordelline indossate attorno alla spalla destra come indicatori temporanei di funzione di comando, legati al ruolo rivestito nell'operazione in corso, secondo il seguente schema:
 Comandante di Brigata
 Comandante di Battaglione o Vice-Comandante di Brigata
 Comandante di Compagnia
 Comandante di Plotone
 Comandante di Squadra
A partire dal gennaio 1945, il sistema di gradi funzionali venne abbandonato e vennero istituiti gradi permanenti, analoghi a quelli della Guardia Nazionale Repubblicana e la denominazione del grado divenne quella di colonnello, uguale a quella dell'Esercito Nazionale Repubblicano.